# Parafia św. Jana Chrzciciela w Kuninie
Parafia pw. Świętego Jana Chrzciciela w Kuninie – parafia rzymskokatolicka należąca do dekanatu Różan, diecezji łomżyńskiej, metropolii białostockiej. 
Erygowana została w 1937 roku. Jest prowadzona przez księży diecezjalnych.

## Obszar parafii

### Miejscowości i ulice
W granicach parafii znajdują się miejscowości:

- Kunin Szlachecki,
- Borki,
- Dzbądzek,
- Góry,
- Grądy Szlacheckie,
- Józefowo,
- Jurgi,
- Kobylin,
- Kółko,
- Michałowo,
- Szarłat,
- Wólka Kunińska,
- Zaorze.